# Giraffenhalskäfer

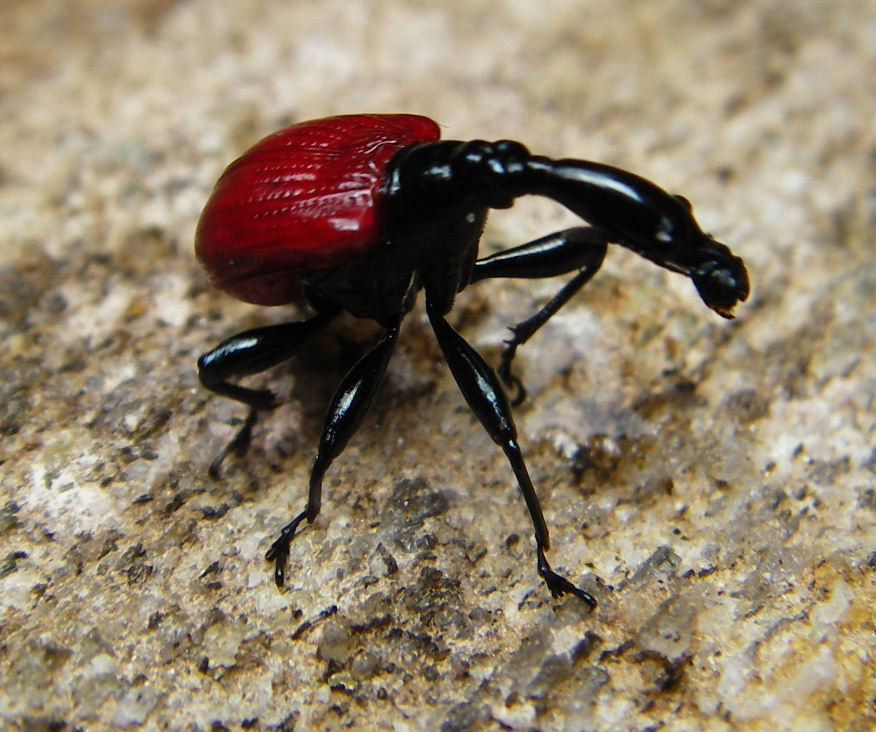
Weibchen

Der Giraffenhalskäfer (Trachelophorus giraffa) ist ein Käfer aus der Familie der Blattroller (Attelabidae). Sein Name ist von seinem auffallend langen Hals abgeleitet.

## Merkmale
Giraffenhalskäfer zeichnen sich durch einen leichten Sexualdimorphismus aus. Männchen erreichen eine Gesamtlänge von bis zu 25 Millimetern, wobei der arttypische, sehr lange Hals eine Länge von insgesamt ca. 18 Millimetern aufweist. Dadurch ist die Art unverwechselbar. Hinter dem etwa 13 Millimeter langen gestreckten vorderen Teil befindet sich ein  Gelenk. Der Hals der Weibchen erreicht nur die Hälfte bis ein Drittel der Länge des männlichen Halses. Die Flügeldecken beider Geschlechter sind glänzend rot, während der Rest des Körpers eine schwarze Färbung zeigt. Auf den Flügeldecken befinden sich feine Einbuchtungen. Die mittellangen Fühler sind mit Ausbuchtungen  versehen.

## Vorkommen
Der Giraffenhalskäfer ist auf Madagaskar endemisch.

## Lebensweise
Die Tiere leben auf Blättern in Wäldern. Vor der Paarung benutzen die Männchen ihre langen Hälse, um Konkurrenten zu bekämpfen und zu vertreiben. Nach einer erfolgreichen Paarung faltet das Weibchen ein Blatt der Wirtspflanze Dichaetanthera cordifolia oder Dichaetanthera arborea aus der Familie der Schwarzmundgewächse (Melastomataceae) zusammen. Dabei werden die beiden Seiten des Blattes eingeklappt und von der Spitze her eingerollt. Dort hinein legt das Weibchen ein einzelnes Ei und schneidet das Blatt ab, sodass es zu Boden fällt. Die junge Larve ernährt sich dann zunächst von diesem Blatt.